# Syu (chitarrista)
Syu (シュウ?, Shū; Ashiya, 23 settembre 1980) è un chitarrista giapponese, membro delle band Galneryus, Animetal e Spinalcord.
È inoltre cantante negli Spinalcord (inizialmente conosciuti come Aushvitz).

## Biografia
Iniziò a suonare il violino all'età di 6 anni, cui aggiunse lo studio del pianoforte. Fino ai 12-13 anni continuò a studiare violino. Arrivato al quarto anno della scuola elementare scoprì la passione per la batteria, grazie anche dall'ascolto degli X Japan. Afferma che trovò facile il passaggio dal violino alla chitarra per il tipo di movimenti e le posizioni simili delle dita. Continuò a suonare la batteria con la band "Cross-Large", ma potenziò lo studio della chitarra, essendogli più facile e potendo esprimersi meglio attraverso tale strumento. Quando riuscì a trovare dei validi compagni con cui suonare abbandonò di colpo la batteria.

## Valkyr
Syu si unì ai Valkyr nell'agosto del 1998. Quasi un anno dopo distribuirono il loro primo demo intitolato Love of Insanity. Nell'agosto 2000 pubblicarono il demo Recording tune, composto di 2 tracce. Dopo altri demo, nel 2001 pubblicarono infine il loro primo singolo Batta. La band si sciolse poi il 24 aprile 2004.

## Aushvitz
Mentre i Galneryus erano ancora agli inizi, Syu avviò nel 2002 un progetto parallelo, dove oltre a suonare la chitarra era il cantante principale. Nel settembre 2002 pubblicarono il loro primo singolo Akarui. Per molto tempo non si sentirono più, ma nel 2006 annunciarono il ritorno sulle scene con un nuovo componente e un nuovo singolo. Nell'estate del 2008 gli Aushvitz cambiarono il nome in "Spinalcord" e pubblicarono il loro primo singolo The Spinalcord il 25 dicembre 2008. Il 4 aprile 2009 distribuirono il loro secondo singolo Spinalcord 2. Il 23 settembre 2009 hanno pubblicato il loro album di debutto Remember Me 'Til Your Dying Day.

## Animetal
Nel 2003 Syu entrò a far parte degli Animetal come nuovo chitarrista. Insieme hanno registrato 5 album prima di prendersi una pausa a tempo indeterminato nel 2006.

## Altra produzione
Il 29 settembre 2010 è uscito l'album solista di cover Crying Stars - Stand proud!, che vede la collaborazione di altri importanti nomi del panorama metal giapponese.

## Discografia

### Solista
- Crying Stars - Stand proud! - 2010
- You Play Hard! - 2016

### Con i Valkyr
- 1st Demo Tape (demo) - 1998
- Kyousou Kyoku Arerugii (demo) - 1999
- Genkaku (demo) - 1999
- Kieta Scenario/Hakkyou ~Dead or Alive~ (demo) - 2001
- Akai Ito/Idenshi Geemu (demo) - 2001
- Batta - 2001

### Con i Galneryus
- United Flag - 2001
- Rebel Flag - 2002
- The Flag of Punishment - 2003
- Advance to the Fall - 2005
- Beyond the End of Despair... - 2006
- Everlasting - 2007
- One For All - All For One - 2007
- Voices From The Past - 2007
- Alsatia / Cause Disarray (Mnemosyne Soundtrack)- 2008
- Reincarnation - 2008
- Voices From The Past II - 2008
- Best Of The Awakening Days - 2009
- Best Of The Braving Days - 2009
- Resurrection - 2010
- Voices From The Past III - 2010
- Phoenix Rising - 2011
- Kizuna - Fist of the Blue Sky (Ken Shiro - Fist of the Blue Sky Soundtrack) - 2012

### Con gli SPINALCORD (ex-Aushvitz)
- The Spinalcord - 2008
- Remember Me 'Til Your Dying Day - 2009
- Spinalcord 2 - 2009

### Con gli Animetal
- Animetal Marathon V - 2003
- Animetal Marathon VI - The Sentimetal - 2004
- The Animetal -Re-birth Heroes- - 2004
- Animetal Marathon VII - 2005
- Decade of Bravehearts - 2006

### DVD con i Galneryus
- Live For Rebirth - 2006
- Live For All - Live For One - 2008
- Live In The Moment Of The Resurrection - 2010
- Phoenix Living in the Rising Sun - 2012

### Altre collaborazioni con i Galneryus
- "Soldier Of Fortune" (originalmente dei Loudness) - Japanese Heavy Metal Tribute Tamashii II - 2002
- "Black Diamond" (originalmente degli Stratovarius) - Stand Proud! III - 2002
- "Struggle For The Freedom Flag" - Hard Rock Summit In Osaka - 2004
- "Serenade (D.N.mix)" - The songs for DEATH NOTE the movie: the Last name TRIBUTE - 2006

## Strumentazione
Syu ha una serie signature prodotta dalla ESP chiamata Crying Star disponibile nel catalogo giapponese della ESP.
Chitarre attuali
- ESP CRYING STAR Classic
  - ESP Crying Star Phoenix Rising
  - ESP Crying Star (Seymour Duncan JB jr + Seymour Duncan JB)
  - ESP Crying Star (EMG SAV + EMG SAV)
  - ESP Crying Seven (24 Frets + EMG 707 + 707)
  - ESP Crying Seven (24 Frets + Seymour Duncan SH-1N-7 + SH5-7)
  - ESP Crying Seven (24 Frets + Seymour Duncan SH5-7)
- ESP MV (Syu Custom)
- ESP M-SEVEN (Syu Custom)
- ESP EX-280 (Syu Custom)
- Edwards E-EX-138
- Edwards E-FV-80D (Syu Custom)
- Edwards E-SE-87R/LT (Syu Custom)
- Edwards E-CS-160 (Crying Star)
- Ovation Steel String Acoustic Guitar

Effetti
- Boss GS-10
- Boss GT-10
- Boss GT-8
- Boss ME-70
- Boss ME-20
- Roland GR-55

Vari altri pedali singoli